# Kembang Mekar Sari
Kembang Mekar Sari is een bestuurslaag in het regentschap Indragiri Hilir van de provincie Riau, Indonesië. Kembang Mekar Sari telt 2399 inwoners (volkstelling 2010).